# 三色錐折螺
三色錐折螺（学名：Mastonia monilifera）为左錐螺科雙珠螺屬下的一个种。